# Wang Ching-rui
Wang Ching-rui (chiń. upr. 王庆瑞; chiń. trad. 王慶瑞; pinyin Wáng Qìngruì; ur. 16 lutego 1922, Zhanghua) – tajwański strzelec, olimpijczyk. 
Brał udział w Letnich Igrzyskach Olimpijskich 1960 (Rzym). Startował w kwalifikacjach trapu, których jednak nie przeszedł.